# 東田宮
東田宮（ひがしたみや）は、大阪府枚方市の町名。現行行政地名は東田宮一丁目及び東田宮二丁目。住居表示は実施済み。

## 地理
枚方市西部、枚方駅南方に位置し、天野川西岸にあたる。北東で大垣内町、東の橋梁上の一点で宮之阪、東で星丘、南東で山之上東町、南西で山之上北町、西で田宮本町・朝日丘町と接する。

### 河川
- 天野川 - 東辺を北流し、枚方市大塚で淀川に合流する。

## 世帯数と人口
2020年（令和2年）4月1日現在（枚方市発表）の世帯数と人口は以下の通りである。
| 丁目         | 世帯数  | 人口  |
| ------------ | ------- | ----- |
| 東田宮一丁目 | 418世帯 | 813人 |
| 東田宮二丁目 | 0世帯   | 0人   |
| 計           | 418世帯 | 813人 |

### 人口の変遷
国勢調査による人口の推移。
| 1995年（平成7年）  | 455人 | [ 6 ]  |  |
| 2000年（平成12年） | 544人 | [ 7 ]  |  |
| 2005年（平成17年） | 878人 | [ 8 ]  |  |
| 2010年（平成22年） | 879人 | [ 9 ]  |  |
| 2015年（平成27年） | 743人 | [ 10 ] |  |

### 世帯数の変遷
国勢調査による世帯数の推移。
| 1995年（平成7年）  | 204世帯 | [ 6 ]  |  |
| 2000年（平成12年） | 294世帯 | [ 7 ]  |  |
| 2005年（平成17年） | 439世帯 | [ 8 ]  |  |
| 2010年（平成22年） | 424世帯 | [ 9 ]  |  |
| 2015年（平成27年） | 344世帯 | [ 10 ] |  |

## 学区
市立小・中学校に通う場合、学区は以下の通りとなる（2018年1月時点）。
| 丁目         | 番・番地等 | 小学校                 | 中学校             |
| ------------ | ---------- | ---------------------- | ------------------ |
| 東田宮一丁目 | 全域       | 枚方市立枚方第二小学校 | 枚方市立枚方中学校 |
| 東田宮二丁目 | 全域       | 枚方市立山之上小学校   | 枚方市立第四中学校 |

## 事業所
2016年（平成28年）現在の経済センサス調査による事業所数と従業員数は以下の通りである。
| 丁目                 | 事業所数 | 従業員数 |
| -------------------- | -------- | -------- |
| 東田宮一丁目・二丁目 | 52事業所 | 1,108人  |

## 交通

### 鉄道
地内に鉄道は通っていない。最寄駅は京阪電鉄枚方市駅または星ヶ丘駅となる。

### 道路
- 国道1号（京阪国道）
- 大阪府道20号枚方富田林泉佐野線

## 施設
- 枚方市土木部中部別館
- 枚方市立保育所
- 北大阪労働基準監督署
- 関西電力枚方営業所
- 西日本高速道路関西支社枚方工事事務所
- 日本共産党枚方市委員会

## その他

### 日本郵便
- 郵便番号 : 573-0023[3]（集配局：枚方郵便局[13]）。